# Suddivisioni della Danimarca
Dal 1º gennaio 2007 la Danimarca è suddivisa in:
- 5 regioni
- 98 comuni

Fino al 2006 la Danimarca era divisa in 13 contee (in danese Amter, al singolare: amt) e 271 comuni (kommuner, al singolare kommune).
Vi erano tre comuni equiparati allo status di contea: Copenaghen, Frederiksberg e Bornholm.
Il 1º gennaio 2007 è entrata in vigore una riforma amministrativa tramite la quale sono state smantellate le contee e sono state istituite cinque regioni inoltre il numero di comuni è stato ridotto a 98, i comuni sono stati riformati in modo che gran parte dei comuni abbia una popolazione che supera i 20 000 abitanti.

## Regioni

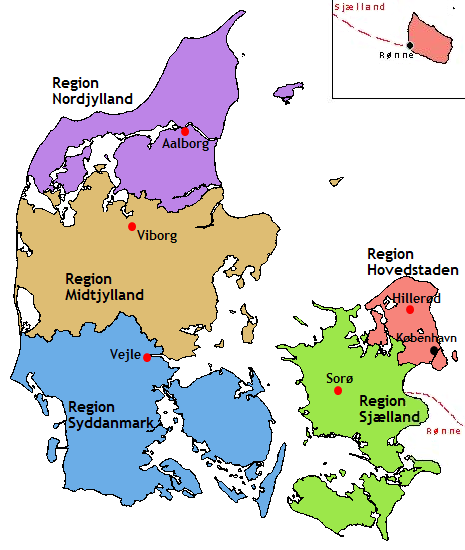
Le regioni della Danimarca